# Folsomides nanus
Folsomides nanus är en urinsektsart som beskrevs av Ellis 1974. Folsomides nanus ingår i släktet Folsomides och familjen Isotomidae. Inga underarter finns listade i Catalogue of Life.